# 8位元
8位元的CPU一般都使用8位元資料匯流排和16位元位址匯流排，意思就是他們的定址空間侷限於64 KB之內；然而，這不是「自然法則」，因此有其他的例外。
第一個廣泛被採用的8位元微處理器是Intel 8080，被很多1970年代晚期和1980年代早期的電腦中使用，通常是用來運行CP/M作業系統。Zilog Z80（與8080相容）和Motorola 6800也都是使用在類似的電腦中。Z80和MOS Technology 6502的8位元CPU都曾經廣泛地被70和80年代時的家用電腦和遊戲主機所使用。很多8位元CPU或者微控制器都是今天普遍存在的嵌入式系統中的基礎。
8位元總共有28（256）種的排列組合。

## 電視遊戲定義
在電視遊戲的說法，「8位元」指的是在1980年代中期的電視遊戲主機普遍世代。由任天堂（NES）和世嘉所帶領，「8位元時代」從大約1985年持續到1990年早期16位元主機系統的崛起。
「8位元」名詞的普遍出現是因為下一代的遊戲主機廣告所導致的直接結果，因為他們驕傲地把他們自己廣告為「16位元系統」。